# Exeliopsis perse
Exeliopsis perse är en fjärilsart som beskrevs av Fawcett 1916. Exeliopsis perse ingår i släktet Exeliopsis och familjen mätare. Inga underarter finns listade i Catalogue of Life.